# Academia dos Felizes
A Academia dos Felizes foi fundada no Rio de Janeiro, em 6 de maio de 1736 pelo governador Gomes Freire de Andrade. Reuniu-se no palácio de José da Silva Pais, estando ausente Gomes Freire de Andrade. Seu emblema representava Hércules afugentando o ócio com uma clava. Sua divisa: Ignavia fugando et fugienda. Teve como fundador-presidente: Dr. Matheus Saraiva, formado em medicina em Lisboa onde casou com uma brasileira do Rio de Janeiro. Veio ao Brasil em 1713. Diz que a sociedade desapareceu em 28 de fevereiro de 1740.